# Куми, Юстин
Юстин Куми (итал. Justin Kumi; родился 16 июля 2004 года, Кастельфранко-Венето, Италия) — итальянско-ганский футболист, полузащитник клуба «Сассуоло», выступающий на правах аренды за клуб «Реджана».

## Клубная карьера
Юстин Куми — воспитанник «Джорджоне Кальчо» и «Сассуоло». За клуб дебютировал 28 февраля 2024 года в матче Серии A против «Наполи».

## Карьера в сборной
За сборную Италии до 18 и 19 лет сыграл 19 матчей.